# En lång het weekend
En lång het weekend är ett musikalbum av Eldkvarn som gavs ut 1976 på MNW.

## Låtlista
Alla låtar är skrivna och komponerade av Plura Jonsson om inget annat anges. 
| Nr           | Titel                  | Kompositör   | Notering     | Längd |
| ------------ | ---------------------- | ------------ | ------------ | ----- |
| 1.           | En lång het weekend    |              |              | 3:52  |
| 2.           | Sportfiskaren          |              |              | 5:20  |
| 3.           | Kylskåpet              |              |              | 5:58  |
| 4.           | Havet                  |              |              | 4:12  |
| 5.           | Brasilien              |              |              | 3:20  |
| 6.           | Nattens förlorare      |              |              | 4:30  |
| 7.           | Somliga lagar          |              |              | 4:30  |
| 8.           | Sömnlösa dagar         |              |              | 3:03  |
| 9.           | Brödkanter och slantar |              |              | 2:30  |
| 10.          | Morgon                 |              |              | 8:08  |
| Total längd: | Total längd:           | Total längd: | Total längd: | 45:23 |

## Medverkande
- Liten Falkeholm - Klarinett, elpiano, vibrafon, sång
- Tony Thorén - Bas, piano, cello
- Lage Bergström - Trummor
- Curt-Åke Stefan - Gitarr, piano, orgel
- Plura Jonsson - Gitarr, sång
- Wenche Arnesen - Sång
- Carl Jonsson - Gitarr